# Troglohyphantes troglodytes
Troglohyphantes troglodytes är en spindelart som först beskrevs av Kulczynski 1914.  Troglohyphantes troglodytes ingår i släktet Troglohyphantes och familjen täckvävarspindlar. Inga underarter finns listade i Catalogue of Life.